# Дрімлюга блідий
Дрімлюга блідий (Caprimulgus inornatus) — вид дрімлюгоподібних птахів родини дрімлюгових (Caprimulgidae). Мешкає в Африці на південь від Сахари та на Аравійському півострові.

## Опис
Довжина птаха становить 22-23 см, самці важать 33-61 г, самиці 32-57 г. Забарвлення верхньої частини тіла темне, варіюється від чорнувато-коричневого до піщано-охристого, голова і плечі поцятковані чорнувато-бурими плямками. На верхніх покривних перах крил є охристі плямки. Горла пляма на горлі відсутня. Нижня частина тіла коричнювата або охриста, поцяткована коричневими смужками. У самців на 4 махових перах білі плями, крайні стернові пера на кінці білі. У самиць плями на хвості відсутні, на крилах вони охристі.

## Поширення і екологія
Бліді дрімлюги гніздяться в регіоні Сахелю, від південної Мавританії і північного Сенегалу до південного Судану, Ефіопії, Еритреї і Сомалі, а також на південному заході Саудівської Аравії та в Ємені. Взимку вони мігрують до Західної і Центральної Африки, досягаючи Габону, північних районів Демократичної Республіки Конго і північної Танзанії. Бліді дрімлюги живуть в саванах, сухих чагарникових заростях, на сухих луках та в напівпустелях. Зустрічаються на висоті до 1800 м над рівнем моря. Живляться комахами, яких ловлять в польоті. Сезон розмноження в Малі триває з квітня по червень, в Нігері з травня по червень, в Ефіопії з березня по червень, в Сомалі з грудня по червень. Відкладають яйця просто на голу землю, під чагарником. В кладці 2 яйця.